# Odd Kroglund
Odd Kroglund, född 15 december 1908 i Trondheim i Norge, död 4 februari 1996 i Katarina församling i Stockholm, var en norsk-svensk målare, tecknare och grafiker.
Kroglund studerade vid olika konstskolor i Norge. Hans konst består av figurala kompositioner i olja, akvarell eller tempera samt affischer och illustrationer. Kroglund är representerad vid Kunstnernes Hus i Oslo, Prins Eugens Waldemarsudde, Nordiska museet, samt i Kungliga bibliotekets samling av reklam- och informationsmaterial.